# Tomopisthes
Tomopisthes is een geslacht van spinnen uit de  familie van de Anyphaenidae (buisspinnen).

## Soorten
- Tomopisthes horrendus (Nicolet, 1849)
- Tomopisthes pusillus (Nicolet, 1849)
- Tomopisthes tullgreni Simon, 1905
- Tomopisthes varius Simon, 1884